# Julius Wilhelm Albrecht von Ostau
Julius Wilhelm Albrecht von Ostau (geb. 3. Februar 1738 auf Gut Kleszowen; gest. 10. November 1808 in Königsberg) war ein preußischer Leutnant, Landrat und Landesdirektor.

## Herkunft
Julius Wilhelm Albrecht von Ostau war Angehöriger des preußischen Adelsgeschlechts Ostau. Er war der Sohn von Fabian Albrecht von Ostau (1686–1742), preußischer Obristleutnant und Erbherr auf Gut Kleszowen und Supplitten. Seine Mutter war Louise Juliane (1712–1801), geb. von Derschau. Der preußische Minister Christoph Albrecht von Ostau (1735–1805) war sein älterer Bruder.

## Leben
Im September 1753 immatrikulierte er sich an der Universität Königsberg. Nach Ende seines Studiums trat er um 1758 in die Preußische Armee ein und stieg dort im Dragoner-Regiment von Meyer bis zum Rang eines Leutnants auf. Um 1770 beendete er den Dienst beim Militär und kehrte zurück in die Heimat, um die Güter Kleszowen und Quanditten (Kreis Fischhausen) zu übernehmen. Mitte 1771 wurde er zum Landrat des Kreises Schaaken gewählt. Am 21. August 1771 legte er in Anwesenheit des Ministers von Blumenthal das Große Examen ab.
Die offizielle Ernennung zum Landrat erhielt er mittels Ordre am 29. August des Jahres. 1781 galt er als Kandidat für den Posten als Kammerdirektor in Gumbinnen, seit 1790 amtierte er als Landesdirektor. 1801 bat er unter Hinweis auf seinen Gesundheitszustand um seine Verabschiedung mit Pension. Die Entlassung als Landrat erfolgte im Jahr 1802, die Pension für den Posten als Landesdirektor wurde mittels Ordre im Jahr 1803 für 300 Taler angesetzt. Nachfolgender Landrat wurde Friedrich Ludwig von Bolschwing.

## Persönliches
Julius Wilhelm Albrecht von Ostau war in erster Ehe seit dem 10. Juni 1763 mit Marie Juliane (1738–1785), geb. von Negelein aus dem Hause Weßlienen, verheiratet. Die Kinder aus dieser Ehe waren:
- Julius Friedrich Albrecht (*/† 1764)
- Maria Sofia Juliane (1765–1803)
- Albertine Adelgunde Esther (1766–1837)
- Charlotte Wilhelmine Maria (1767–1839)
- Ludwig Ferdinand (*/† 1768)
- Albrecht August Wilhelm (1770–1797)
- Ludwig Karl (1771–1772)
- Friedrich Aegidius (1772–1857), Landrat des Landkreises Königsberg
- Friedrich Karl Ludwig (1775–1779)
- Katharina Louise Friederike (1777–1857)
- Friedrich Wilhelm Christof (*/† 1782)

In zweiter Ehe vermählte er sich am 10. März 1786 mit Johanna Sofia Karolina (1767–1852), geb. von Tiedemann, Tochter des Generalmajors Karl Eduard von Tiedemann. Ihre drei Kinder waren:
- Karoline Wilhelmine Antonie (1788–1876)
- Karl Heinrich Julius (1790–1872), preußischer Generalmajor
- Charlotte Ulrike Mathilde (1792–1824)